# Philippe Gaucher

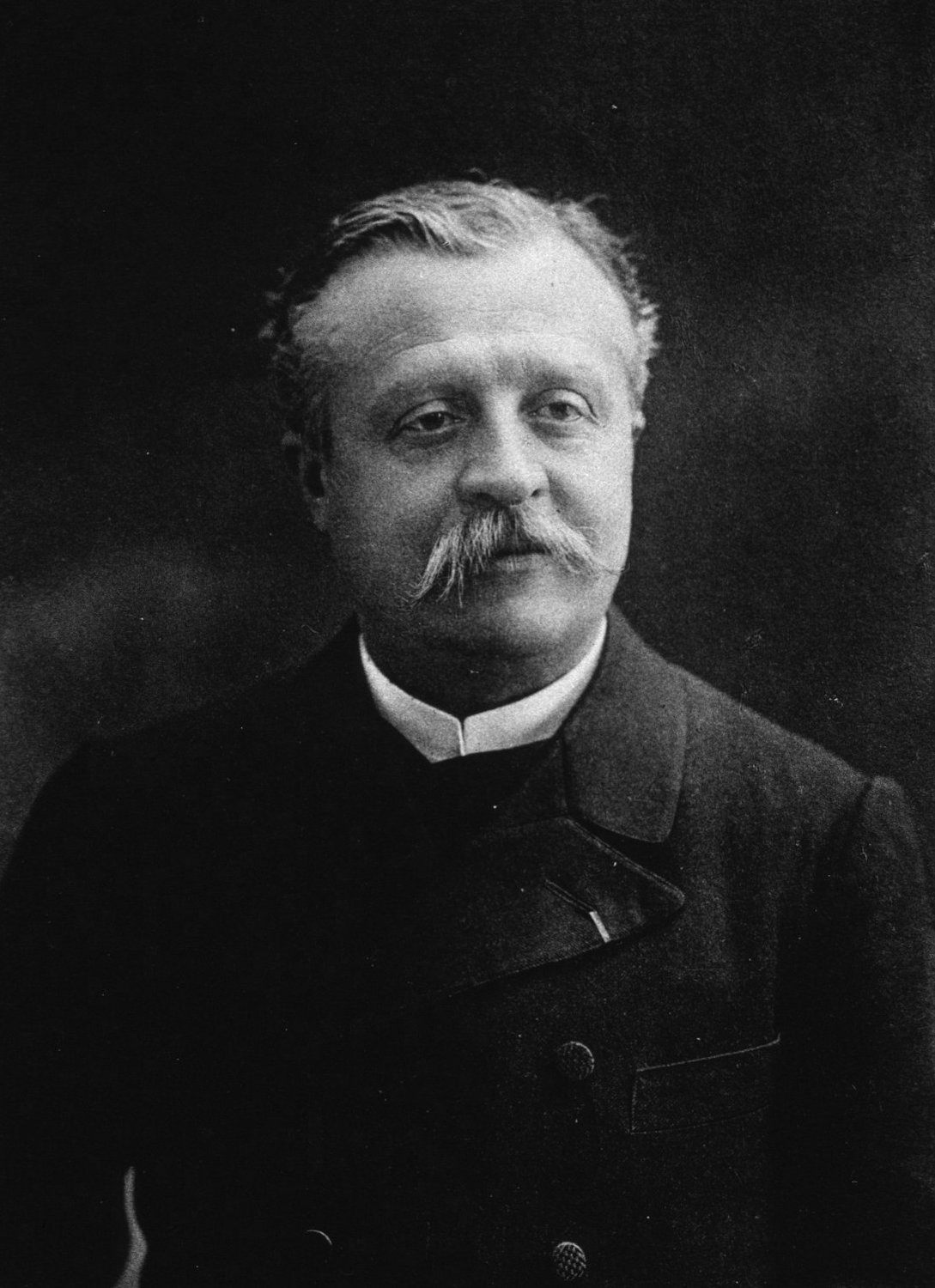
Philippe Gaucher

Philippe Charles Ernest Gaucher, född 26 juli 1854 i Champlemy, departementet Nièvre, död 25 januari 1918 i Paris, var en fransk läkare.
Gaucher blev medicine doktor 1882 samt professeur agrégé 1892 och ägnade sig särskilt åt dermatologi och syfilidologi. Han utnämndes 1902 till Jean-Alfred Fourniers efterträdare som professor i dessa ämnen vid medicinska fakulteten i Paris. Bland hans skrifter märks Traité théorique et pratique des maladies de la peau (tillsammans med Jean Baptiste Hillairet, 1881–84) samt samlingsverket Précis de syphiligraphie (1907).